# Roman Griffin Davis
Roman Griffin Davis (ur. 5 marca 2007) – angielski aktor. Najbardziej znany z roli Jojo Betzlera w filmie Jojo Rabbit, nagrodzonego w trakcie Międzynarodowego Festiwalu Filmowego w Toronto w 2019.

## Życiorys
Davis urodził się w Londynie. Ma obywatelstwo francuskie i brytyjskie. Mieszka ze swoimi rodzicami oraz braćmi bliźniakami o imionach Gilby Griffin Davis i Hardy Griffin we wschodnim Sussex. Jest synem Bena Davisa oraz reżyserki, Camille Griffin.

## Kariera
Zaczął uczęszczać na przesłuchania w wieku dziewięciu lat. Zadebiutował aktorsko w wieku jedenastu lat, w satyrycznej czarnej komedii Jojo Rabbit. Bracia bliźniacy Davisa występują w produkcji jako klony nazistów.

## Filmografia
| Rok  | Tytuł       | Rola         | Komentarz   |
| ---- | ----------- | ------------ | ----------- |
| 2019 | Jojo Rabbit | Jojo Betzler | Główna rola |